# Pointe du Tremblet
La pointe du Tremblet est un cap du sud-est de l'île de La Réunion, département et région d'outre-mer français dans le sud-ouest de l'océan Indien. Situé sur le territoire communal de Saint-Philippe à 21° 17′ 30″ S, 55° 48′ 19″ E, il constitue l'extrémité est du rempart du Tremblet, lequel délimite la partie sud de l'enclos Fouqué, la dernière caldeira formée par le piton de la Fournaise. Il est formé d'une ancienne coulée de lave émise par l'éruption du piton de la Fournaise en avril 2007.